# Jenifer Widjaja
Jenifer Widjaja (ur. 7 grudnia 1986 w São Paulo) – brazylijska tenisistka, reprezentantka kraju w Fed Cup.

## Kariera tenisowa
Zawodowa karierę w tenisa rozpoczęła w grudniu 2000, w wieku czternastu lat, biorąc udział (dzięki dzikiej karcie) w kwalifikacjach do turnieju ITF w rodzinnym São Paulo. Udział swój zakończyła jednak na drugiej rundzie. W następnym roku, w kwietniu, wygrała kwalifikacje w Belo Horizonte i zagrała w turnieju głównym, w którym doszła do półfinału. W latach 2002–2003 kontynuowała grę w rozgrywkach ITF a jej największymi osiągnięciami w tym okresie były trzy finały gry pojedynczej w La Paz, Santiago i Obregonie. Pierwszy turniej singlowy wygrała w 2004 roku w Guayaquil w Ekwadorze, pokonując między innymi Maríę José Argeri i Florencię Molinero a w finale Soledad Esperón. W listopadzie 2005, w parze z Carlą Tiene, wygrała swój pierwszy turniej deblowy. W sumie, w czasie swojej kariery, wygrała pięć turniejów w grze pojedynczej i dwa w grze podwójnej rangi ITF.
W 2006 roku zagrała w kwalifikacjach do turnieju WTA Tour w Los Angeles oraz turnieju wielkoszlemowego US Open, ale w obu wypadkach odpadła w pierwszej rundzie. Po raz pierwszy w turnieju głównym WTA zagrała w Acapulco w 2007. Wygrała tam kwalifikacje, pokonując takie zawodniczki jak: Maria Fernanda Alves, Kateřina Böhmová oraz Zsófia Gubacsi, ale w fazie głównej turnieju przegrała w pierwszej rundzie z Giselą Dulko. Jeszcze tego samego roku zagrała w kwalifikacjach do trzech turniejów wielkoszlemowych French Open, Wimbledon i US Open, ale tylko w jednym z nich udało jej się awansować do drugiej rundy. Miało to miejsce na Wimbledonie, gdzie w pierwszej rundzie eliminacji pokonała reprezentantkę gospodarzy, Emily Webley-Smith.
Reprezentowała również swój kraj w rozgrywkach Fed Cup w latach 2005–2007. rozegrała dziewięć meczów singlowych, z których w sześciu zwyciężyła i przegrała jeden pojedynek deblowy.
W rankingu gry pojedynczej Widjaja najwyżej była na 186. miejscu (8 października 2007), a w klasyfikacji gry podwójnej na 179. pozycji (6 listopada 2006).

### Wygrane turnieje rangi ITF
| turnieje z pulą nagród 100 000 $ |
| turnieje z pulą nagród 75 000 $  |
| turnieje z pulą nagród 50 000 $  |
| turnieje z pulą nagród 25 000 $  |
| turnieje z pulą nagród 15 000 $  |
| turnieje z pulą nagród 10 000 $  |

#### Gra pojedyncza
|    | Data       | Turniej         | Kat. | ($)    | Naw.   | Finalistka            | Wynik         |
| 1. | 22/08/2004 | Guayaquil       | ITF  | 10 000 | twarda | Soledad Esperón       | 6:3, 6:2      |
| 2. | 29/08/2004 | La Paz          | ITF  | 10 000 | ziemna | Andrea Koch-Benvenuto | 3:6, 6:4, 6:0 |
| 3. | 05/09/2004 | Asunción        | ITF  | 10 000 | ziemna | Larissa Carvalho      | 5:7, 7:6, 6:3 |
| 4. | 20/03/2005 | Morelia         | ITF  | 10 000 | twarda | Frederica Piedade     | 1:6, 6:4, 7:5 |
| 5. | 08/10/2006 | San Luis Potosi | ITF  | 25 000 | twarda | Larissa Carvalho      | 6:2, 7:5      |